# Citrus ×paradisi
Pour les articles homonymes, voir Pomélo, Paradisi et Fruit défendu (homonymie).
Hybride
Parent A de l'hybridation 
  Citrus maxima 
×

Parent  B de l'hybridation 
  Citrus sinensis 
Classification phylogénétique
Le pomélo, pomelo ou pamplemousse (Citrus × paradisi Macfadyen., synonyme Citrus paradisi), ou fruit défendu (Guadeloupe et Martinique) ou encore chadègue (cajun), est un arbre fruitier de la famille des Rutaceae. Il s'agit d'un hybride naturel de Citrus maxima et de l'oranger Citrus sinensis, mais il existe plusieurs cultivars dont l'usage diffère selon les caractéristiques. Son fruit est un agrume largement commercialisé, entier ou en jus. Il est souvent confondu avec celui du pamplemoussier dont il a hérité la taille importante et un peu de l'amertume, mais sans la peau épaisse ni les nombreux pépins. Ce Citrus nécessite un bon ensoleillement afin de limiter l'acidité des fruits. C'est la Chine qui en est le premier producteur mondial.

## Dénominations
Le fruit de Citrus × paradisi est un agrume nommé « pomélo », notamment par les botanistes, tant en Europe qu'en Amérique du Nord,.
Les termes  « pamplemousse » et « grape-fruit », largement utilisés comme noms vernaculaires ou commerciaux au sein de la francophonie, en particulier dans l'expression « jus de pamplemousse », apparaissent comme étant des synonymes de « pomélo » selon certaines sources.
D'autres sources indiquent néanmoins que l'utilisation du terme « pamplemousse » pour désigner cet hybride est un abus de langage,, par confusion avec le nom de l'une des deux espèces souches,, et que le terme « grape-fruit » est un anglicisme.
Noms scientifiques synonymes :
- Citrus paradisi ;
- Citrus sinensis × Citrus maxima ;
- Citrus sinensis × Citrus grandis.

## Description de la plante
Le fruit atteint de 8 à 15 cm de diamètre et pèse entre 300 et 600 grammes. Son écorce, plutôt mince, est jaune ou rose. Sa chair, très juteuse, est jaune et amère pour la variété Duncan, ou rose, plus sucrée et sans amertume pour les variétés Ruby ou Sunrise. Comme le pamplemousse, le pomélo doit son amertume au naringoside (hétéroside flavonique).
| Valeur nutritive cru (pour 100g) |                          |                          |                              |
| eau : 90,89 g                    | cendres totales : 0,31 g | fibres : 1,1 g           | valeur énergétique : 32 kcal |
| protéines : 0,63 g               | lipides : 0,10 g         | glucides : 9,50 g        | sucres simples : 6,98 g      |
| oligo-éléments                   |                          |                          |                              |
| calcium : 12 mg                  | fer : 0,09 mg            | magnésium : 8 mg         | phosphore : 8 mg             |
| potassium : 139 mg               | cuivre : 0,047 mg        | sodium : 0 mg            | zinc : 0,07 mg               |
| vitamines                        |                          |                          |                              |
| vitamine C : 34,4 mg             | vitamine B1 : 0,036 mg   | vitamine B2 : 0,020 mg   | vitamine B3 : 0,250 mg       |
| vitamine B5 : 0,283 mg           | vitamine B6 : 0,042 mg   | vitamine B9 : 0 µg       | vitamine B12 : 0,00 µg       |
| vitamine A : 927 UI              | rétinol : 0 µg           | vitamine E : 0,13 µg     | vitamine K : 0,0 µg          |
| acides gras                      |                          |                          |                              |
| saturés : 0,014 g                | mono-insaturés : 0,013 g | poly-insaturés : 0,024 g | cholestérol : 0 mg           |

### Cultivars et hybrides

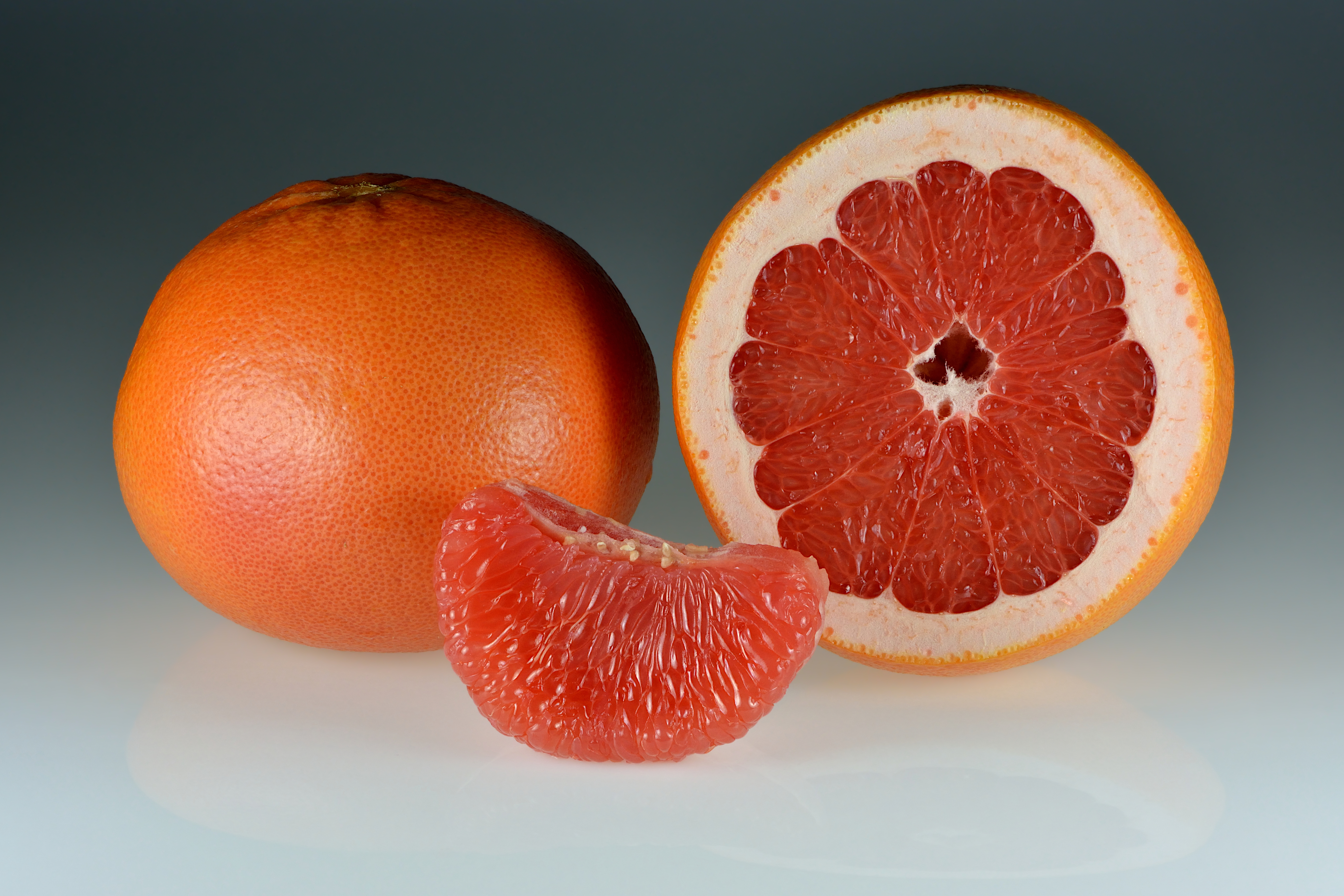
Fruits

On distingue deux types de cultivars : 
- à pulpe blanche, tels Duncan, très juteux et qui est un fruit historique de la Floride, Oro Blanco, Thompson seedless, White Marsh, Marsh seedless ;

- à pulpe rose, préférés par le marché : Star Ruby connu en France sous le nom de pomélo de Corse  , Ruby Red, Pink, Rio red…

Les cultivars à chair acide sont utilisés pour faire des jus, tandis que les cultivars à chair douce sont principalement consommés nature, à la cuillère, après avoir été coupés en deux. Ils peuvent également être utilisés en cuisine, ou comme condiment en remplacement du citron.
Certaines variétés ont été obtenues par rayonnement radioactif. Les plantations de jeunes plants ont été irradiées de rayons gamma provenant du cobalt-60. Les plants ont alors subi des mutations génétiques aléatoires en masse. Certains fruits sont couverts de tumeurs, leur croissance est anormale ; mais ils ne meurent pas nécessairement. D'autres fruits irradiés sont d’apparence normale et donnent naissance à de nouvelles variétés mutantes désirables, plus résistantes aux infections, plus colorées (pour attirer l’œil des consommateurs).
À partir des années 1970, le jardinage atomique a été abandonné au profit des modifications génétiques ciblées : transgénique, interférence par ARN… Autrement dit, on est passé de la mutagénèse aux OGM. Et les variétés mutantes issues du jardinage atomique existent toujours et sont toujours commercialisées. Par exemple, 75% des pamplemousses cultivés au Texas sont de la variété Rio Star issue de mutations induite par rayons gamma.
En Chine, Huyou (Citrus × changshan-huyou) est un hybride de pamplemoussier et d'oranger activement cultivé dans le Changshan province du Zhejiang.

#### Hybrides
Les hybrides sont nombreux : 
- Tangelo (hybride de tangerine ou mandarine en français),
- Orangelo ou Chironja[15] (hybride d'orange originaire de Porto Rico),
- Hassaku au Japon,
- Tangelolo (double hybride de mandarinier, de C. paradisi puis de C. maxima ,
- Melogold (hybride triploïde de pamplemousse sans acidité avec un Marsh à pépins tétraploïde)[16],
- Citrus otachibana hort. ex Yu. Tanaka,
- Hyuganatsu (Citrus tamurana hort. ex Yu. Tanaka).

## Propriétés et risque médical

### Propriétés pharmacologiques
L'extrait de pépin de pamplemousse est commercialisé comme un puissant antibiotique naturel. Il manque des études pour confirmer ses propriétés, toutefois son action in vitro contre la bactérie responsable de la maladie de Lyme a été mise en évidence dans une étude de 2007.
Les alcaloïdes d'acridone dimères (citbismine-E) extraites du cultivar Marsh ont un puissant effet antioxydant et cytotoxique contre les cellules HL-60 des leucémies humaines dont elle provoque l'apoptose (2020). Selon les recommandations (2007) du Fonds mondial de recherche contre le cancer, le lycopène contenu dans Citrus ×paradisi (mais aussi dans d'autres fruits, dont la tomate) aurait un effet protecteur contre le cancer de la prostate, les furanocoumarines qu'il contient réduiraient le risque de cancer.

### Interactions médicamenteuses
Citrus ×paradisi peut provoquer des interactions médicamenteuses,. En effet, le fruit et son jus peuvent diminuer ou, à l'inverse, augmenter la libération de certains médicaments dans le sang, ce qui peut causer des réactions indésirables et parfois graves,,. Citrus × paradisi est un inhibiteur des cytochromes 3A4 (enzyme). Ainsi, toute molécule (médicament) substrat de l'isoenzyme 3A4 verra sa concentration dans le sang augmenter à divers degrés, pouvant provoquer un surdosage potentiellement dangereux, selon le médicament impliqué. De très nombreux médicaments sont concernés,. Parmi ceux-ci : les statines contre le cholestérol, les benzodiazépines (anxiolytiques et somnifères), les immunodépresseurs (contre le rejet de greffe et le traitement de certaines maladies immunitaires), les inhibiteurs calciques (substances utilisées pour traiter l'hypertension et des troubles cardiaques), l'indinavir (Crixivan, traitement du VIH), la carbamazépine (Tegretol, traitement de l'épilepsie et du trouble bipolaire), certains anticoagulants ou antibiotiques,,,.
Les effets indésirables observés peuvent être graves : destruction musculaire (rhabdomyolyse), insuffisance rénale aiguë, tremblements invalidants, chocs hémorragiques, avec « parfois une évolution mortelle »,. Les effets de l'interaction sont particulièrement importants pour les médicaments dont la marge entre la dose efficace et la dose toxique est étroite ou quand le médicament expose à des effets secondaires graves qui dépendent de la dose.

## Culture
Les pamplemousses et les pomélos sont susceptibles de produire une fleur dès leur première ou deuxième année après semis. Il s'agit d'un bourgeon terminal simple, et il peut produire un fruit (il faut alors placer un tuteur pour éviter que le plant ne s'effondre sous le poids du fruit). Après cette première fleur simple, les plants reviennent à leur état juvénile et prendront les années habituelles avant de refleurir.
L'arbre peut supporter les températures faiblement négatives (-7 °C) mais la saveur du fruit est plus acide lorsque l'ensoleillement est faible. En France, on peut le cultiver dans les régions littorales ; le fruit se récolte alors entre novembre et mars.

## Production
Principaux pays producteurs en 2018
| 1                | Chine          | 4.965.768 |
| 2                | Vietnam        | 657.660   |
| 3                | États-Unis     | 558.830   |
| 4                | Mexique        | 459.610   |
| 5                | Afrique du Sud | 445.385   |
| 6                | Inde           | 257.750   |
| 7                | Turquie        | 250.000   |
| 8                | Soudan         | 234.388   |
| 9                | Thaïlande      | 219.838   |
| 10               | Israël         | 148.896   |
| 11               | Argentine      | 114.118   |
| 12               | Tunisie        | 104.593   |
| Source : FAOSTAT |                |           |

Au début du XXIe siècle, cet hybride est principalement cultivé aux États-Unis, en Afrique du Sud et en Argentine. La production annuelle se situe dans les quelque cinq millions de tonnes, le premier producteur mondial étant la Floride.

### Historique
C'est en 1693 que des semences de l'énorme citrus vert Citrus maxima furent introduites à la Barbade par le capitaine anglais Shaddock, mieux dit Shattuck, qui y fit escale sur son retour en Angleterre du port de Batavia (capitale de l'Indonésie durant l'occupation néerlandaise, aujourd'hui Jakarta). Le nom que connaissaient les marins en Asie était Batavi Nibu (Batavia lime). C'est ainsi que le fruit fut connu dans le nouveau monde sous le nom de Shaddock. Certains marins néerlandais ont utilisé le terme pompelmoes mais ce mot est presque inexistant de la littérature des XVIIIe, XIXe et XXe siècles puisqu'il est utilisé presque exclusivement par ces marins néerlandais. Le terme pommelo (notez deux m) était aussi d'usage rare et seulement par les visiteurs.
Dès 1750, la version moderne Citrus ×paradisi s'était répandue au-delà de la Barbade et se retrouvait, en format plus petit que le Shaddock, dans une grande part des Caraïbes et des Bahamas, où on l'appelait « Smaller Shaddock » ou «Forbidden Fruit» . À cette époque, en Jamaïque, un autre hybride du fruit, le «Ugli», était plus populaire parce qu'il était plus sucré.

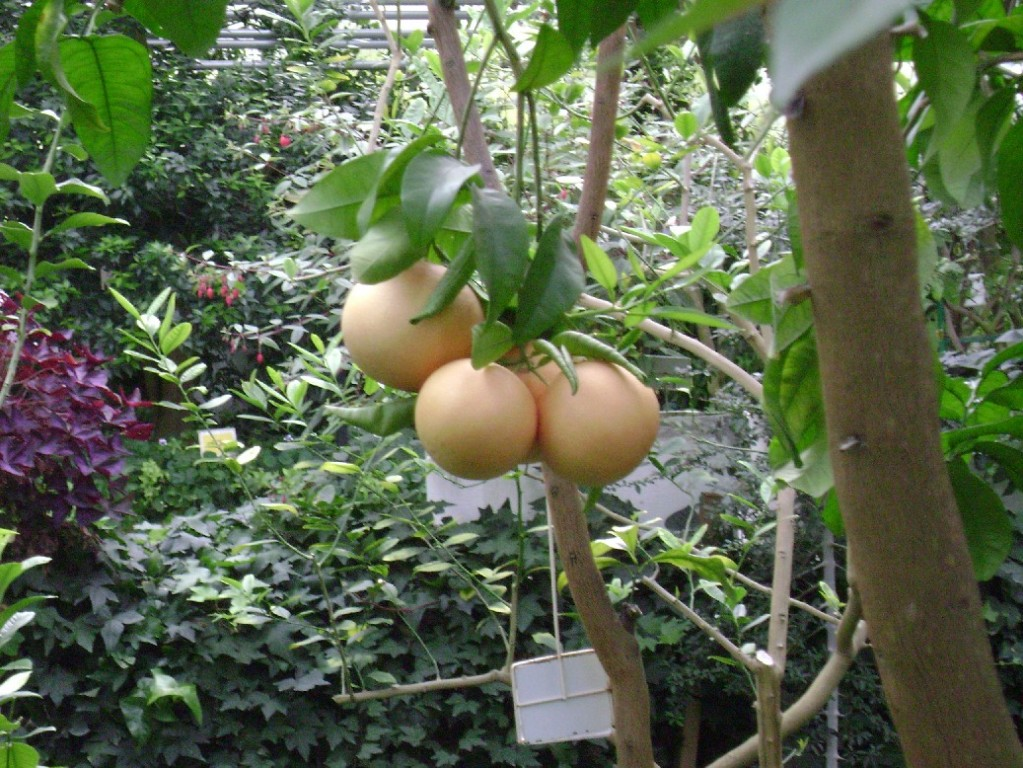
Grappe de fruits de Citrus ×paradisi sur un arbre, au Jardin botanique de Varsovie.

En 1823 ou 1824, le comte Odet Philippe, qui le découvrit aux Bahamas où il était emprisonné par les Anglais après la bataille de Trafalgar, l'introduit à Safety Harbor près de Tampa en Floride. En Floride, le fruit se répandit naturellement. C'est à cette époque qu'il prit le nom de « grapefruit » dû à l'apparence de ces grosses grappes dorées.
En 1837, le botaniste James Macfadyen, écrivit dans «Flora of Jamaica» que Citrus paradisi Macf. provenait d'une mutation de Citrus maxima. Ce n'est qu'en 1948 que les spécialistes en agrumes ont conclu qu'il s'agissait en fait d'un hybride spontané Citrus ×paradisi (Citrus maxima × Citrus sinensis).
En 1870, John A. MacDonald, de Orange County, FL, vit chez des voisins cet arbre éblouissant aux fruits dorés se présentant en grappes et en fit l'achat. Il fut le premier à en faire la culture. La première cargaison fut envoyée à New York en 1885 : ce fut un succès et marqua le début de son commerce. Durant la première moitié du XIXe siècle, on trouvait surtout le cultivar 'Duncan' (beaucoup de pépins). C'est en 1860 que Marsh développa son propre cultivar aux pépins plus petits. À la fin du XIXe siècle, le fruit s'était répandu vers l'ouest américain où d'autres mutations lui ont permis d'endurer le froid. C'est ainsi qu'au Texas est apparu le 'Red Ruby', et d'autres variétés de rosés.
Au XXe siècle, certains horticulteurs ont clamé à plusieurs reprises qu'une amélioration du nom était de mise et ont suggéré le nom « Pomelo » (notez le m seul), mais le consensus était que cela créerait confusion avec le Pommelo (notez deux m) alors le nom est demeuré inchangé « grapefruit » ou « fruit en grappe ».[précision nécessaire]
En 1940, Citrus × paradisi était un des fruits les plus populaires et communs aux États-Unis et l'export a commencé.